# Aaptosyax grypus
Aaptosyax grypus är en fiskart som beskrevs av Rainboth 1991. Aaptosyax grypus är ensam i släktet Aaptosyax som ingår i familjen karpfiskar. IUCN kategoriserar arten globalt som akut hotad. Inga underarter finns listade i Catalogue of Life.
Arten förekommer i floden Mekong och dess bifloder i Sydostasien. Den blir upp till 130 cm lång och kan väga upp till 30 kg. Vuxna exemplar jagar andra fiskar. Aaptosyax grypus simmar mellan december och februari uppströms, troligen för fortplantningens skull.